# Duke Nukem 3D
Duke Nukem 3D – gra komputerowa z gatunku first-person shooter wydana w 1996 roku przez Apogee Software. Jest to trzecia gra, w której głównym bohaterem jest Duke Nukem.
Akcja gry toczy się w XXI-wiecznym Los Angeles, które zostało zaatakowane przez obcych. Gra wywołała kontrowersje z powodu erotycznych elementów i niecenzuralnego języka.
1 kwietnia 2003 r. został opublikowany kod źródłowy gry na licencji GPL. Dzięki temu powstały porty na inne platformy sprzętowe. Pierwszym portem gry był projekt pochodzący z icculus.org. Umożliwia on grę na takich platformach jak Linux/x86, Linux/PowerPC, Windows/x86 (bez użycia DOS-a), BeOS/x86, OS X/PowerPC, Solaris/x86, FreeBSD/x86.

## Duke Nukem Forever
W 1997 roku 3D Realms ogłosiło rozpoczęcie prac nad sequelem gry pod tytułem Duke Nukem Forever. Data ukończenia gry była ciągle przesuwana, a silnik gry był kilkukrotnie zmieniany. Ostatecznie gra pojawiła się 14 czerwca 2011 w Stanach Zjednoczonych oraz 10 czerwca 2011 w Europie.